# شريان إبري خشائي
شريان إبري خشائي (بالإنجليزية: Stylomastoid artery)‏‏هو شريان يتفرعُ من شريان أذني خلفي.